# Trei surori
Trei surori este o piesă de teatru în 4 acte scrisă de dramaturgul rus Anton Cehov în anul 1900 și care a fost reprezentată pentru prima dată în 1901.

## Personaje
Personajele piesei sunt:
- Olga Sergheevna Prozorova, sora cea mai mare, de 28 ani, care lucrează ca profesoară la școală;
- Mașa Sergheevna Kulîghina, sora mijlocie, de 22 ani, care este căsătorită cu Fiodor Ilici Kulîghin (profesor de liceu) și care se îndrăgostește de un militar, Aleksei Ignatievici Verșinin, soțul ei iertând-o până la urmă de această infidelitate;
- Irina Sergheevna Prozorova, sora cea mai mică, de 20 ani, care visează să plece la Moscova și care a fost cerută în căsătorie de doi militari, Nicolai Lvovici Tuzenbach (baron/locotenent) și Vasili Vasilievici Solionîi (căpitan). Ea îl acceptă inițial pe Tuzenbach, dar acesta este ucis în duel de Solionâi;
- Prozorov Andrei Sergheevici (fratele celor trei surori)
- militarii Ivan Romanovici Cebutkin (medic militar) și Alexei Petrovici Fedotik (sublocotenent);
- Anfisa (bătrâna doică de 80 de ani).

Spre sfârșitul piesei soldații pleacă din localitatea surorilor.